# Droga magistralna M11 (Białoruś)
Droga magistralna M11 (biał. Магістраль М11, ros. Магистраль М11) – trasa szybkiego ruchu na Białorusi. Zaczyna się ona przy przejściu granicznym Bieniakoni — Šalčininkai na granicy białorusko-litewskiej. Magistrala biegnie w kierunku południowym, aż do skrzyżowania z drogą R2. M11 na całej długości jest częścią trasy europejskiej E85.